# Place de Clichy
Pour les articles homonymes, voir Clichy (homonymie).
La place de Clichy (parfois appelée place Clichy) se trouve dans le nord-ouest de la ville de Paris.

## Situation et accès
La place de Clichy est l'un des rares endroits de Paris où se rejoignent quatre arrondissements (8e, 9e, 17e, 18e) (avec le pont Saint-Michel, 1er : 4e, 5e et 6e ; le carrefour de Belleville : 10e, 11e, 19e et 20e ; le boulevard de Sébastopol : 1er, 2e, 3e et 4e).
Très fréquentée de jour comme de nuit, la place est bordée par des commerces en tous genres, notamment des restaurants et un cinéma, le Pathé Wepler.
Entre 2008 et 2010, la place est réaménagée avec des espaces piétons, des pistes cyclables et de nouveaux arbres.
La place de Clichy est desservie par la station Place de Clichy des lignes de métro 2 et 13.

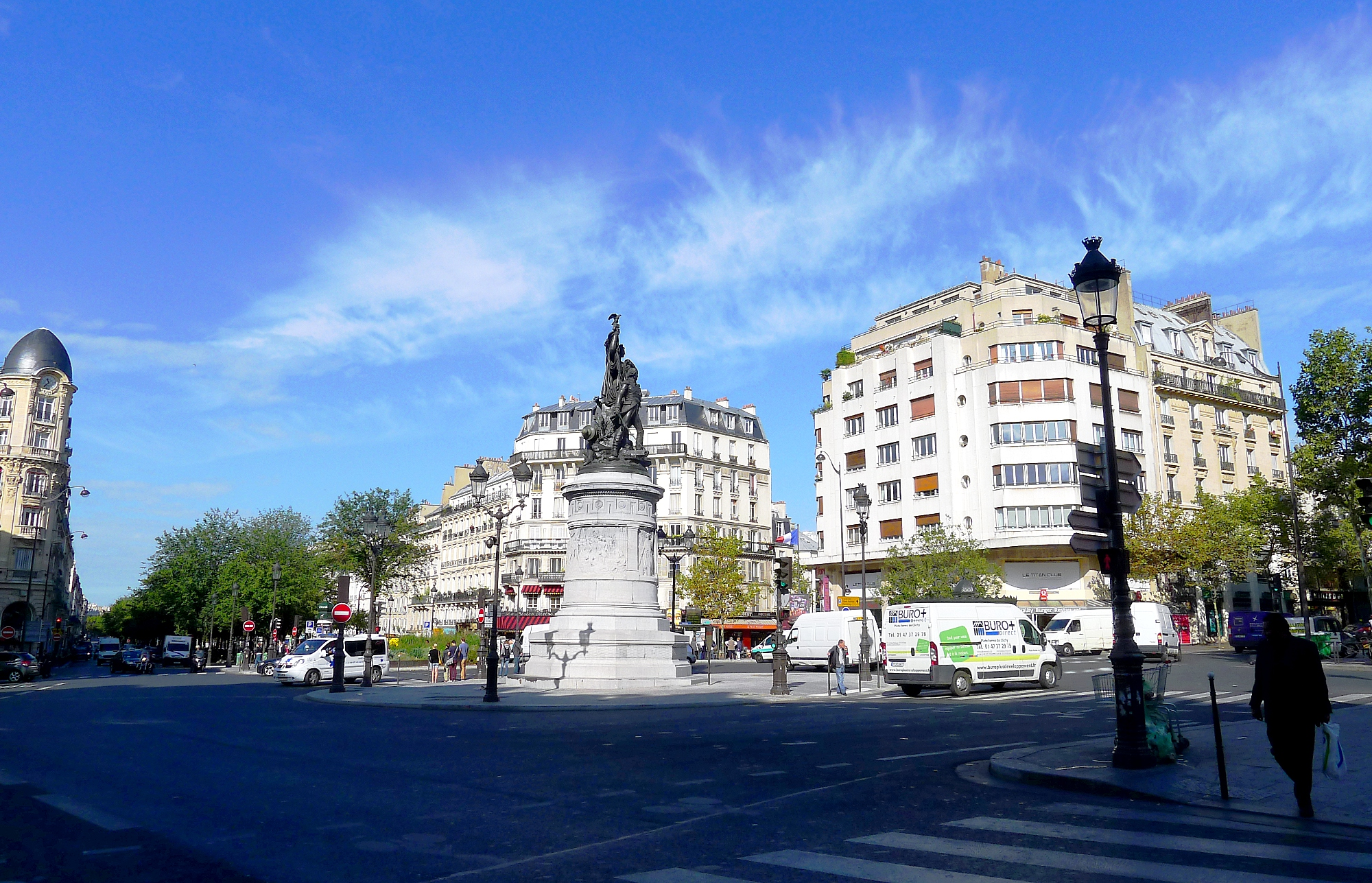
La place de Clichy en 2011.
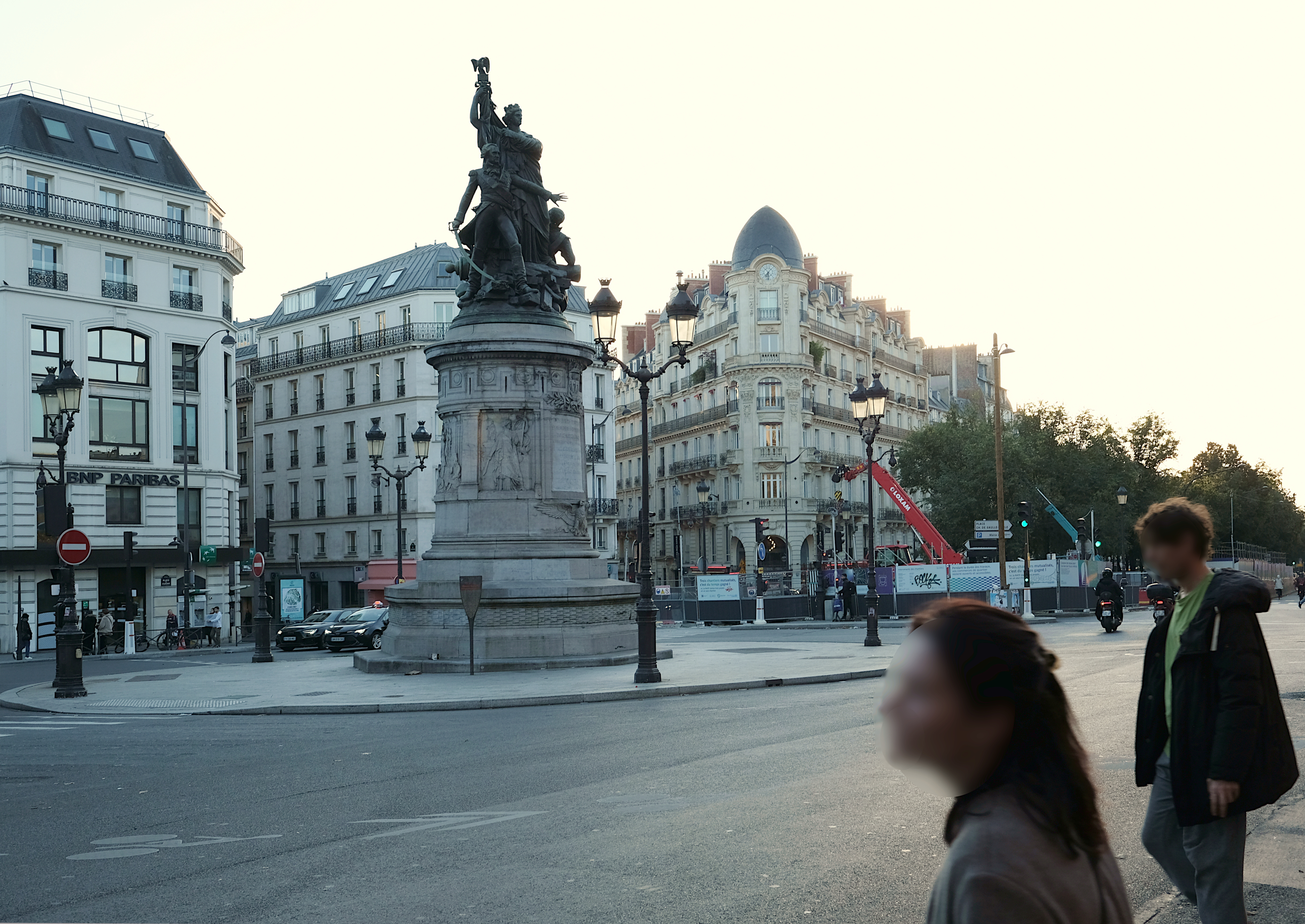
La place de Clichy en 2024.

## Origine du nom
Ainsi nommée car elle occupe l'emplacement de la barrière de Clichy, une ancienne porte d'entrée de Paris située sur le mur des Fermiers généraux, qui servait de sortie pour aller au village de Clichy.

## Historique
Précédemment située sur l'ancienne commune des Batignolles et appelée « place » et « barrière de Clichy » de 1789 à 1814, elle a été construite sur l'emplacement des anciens bâtiments de la barrière de Clichy qui, en 1793, avait été appelée « barrière Fructidor ».
Son ouverture a englobé une partie des boulevards des Batignolles et de Clichy et une partie des chemins de ronde de Clichy et de la barrière Blanche et la barrière de Clichy.
Mars 1814 : l'Empire napoléonien touche à sa fin. Avec 800 000 soldats, les armées étrangères marchent sur Paris. Après avoir forcé les barrières de Belleville et de Pantin, elles prennent la butte Montmartre. Le nord et le nord-ouest de la capitale, de Clichy à Neuilly, sont protégés par 70 000 hommes de la Garde nationale. Devant l’avancée des armées ennemies, le maréchal Moncey, alors major-général de la garde parisienne, se porte à la barrière de Clichy. Volontaires, tirailleurs, élèves des Écoles polytechnique et vétérinaire, les troupes de Moncey rassemblent 15 000 hommes. Leur manque d’expérience ne les empêche pas de résister vaillamment au contingent russe jusqu’à la proclamation de l’armistice le 30 mars 1814.

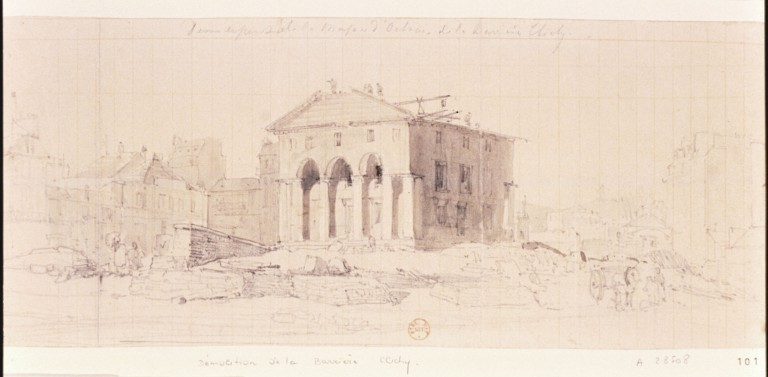
Démolition de la barrière de Clichy (1860).
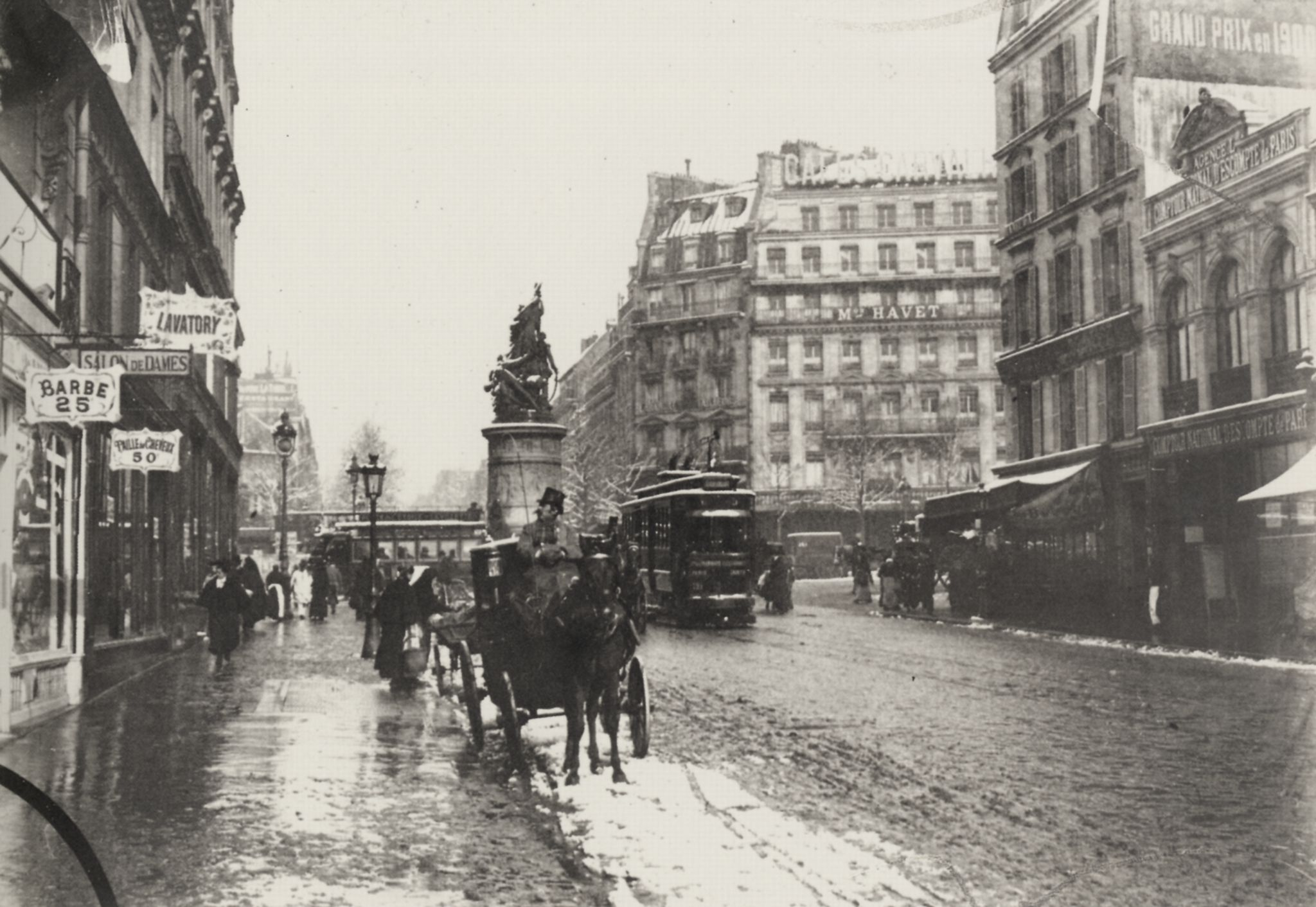
Place de Clichy, photographie d'Émile Zola (vers 1895).
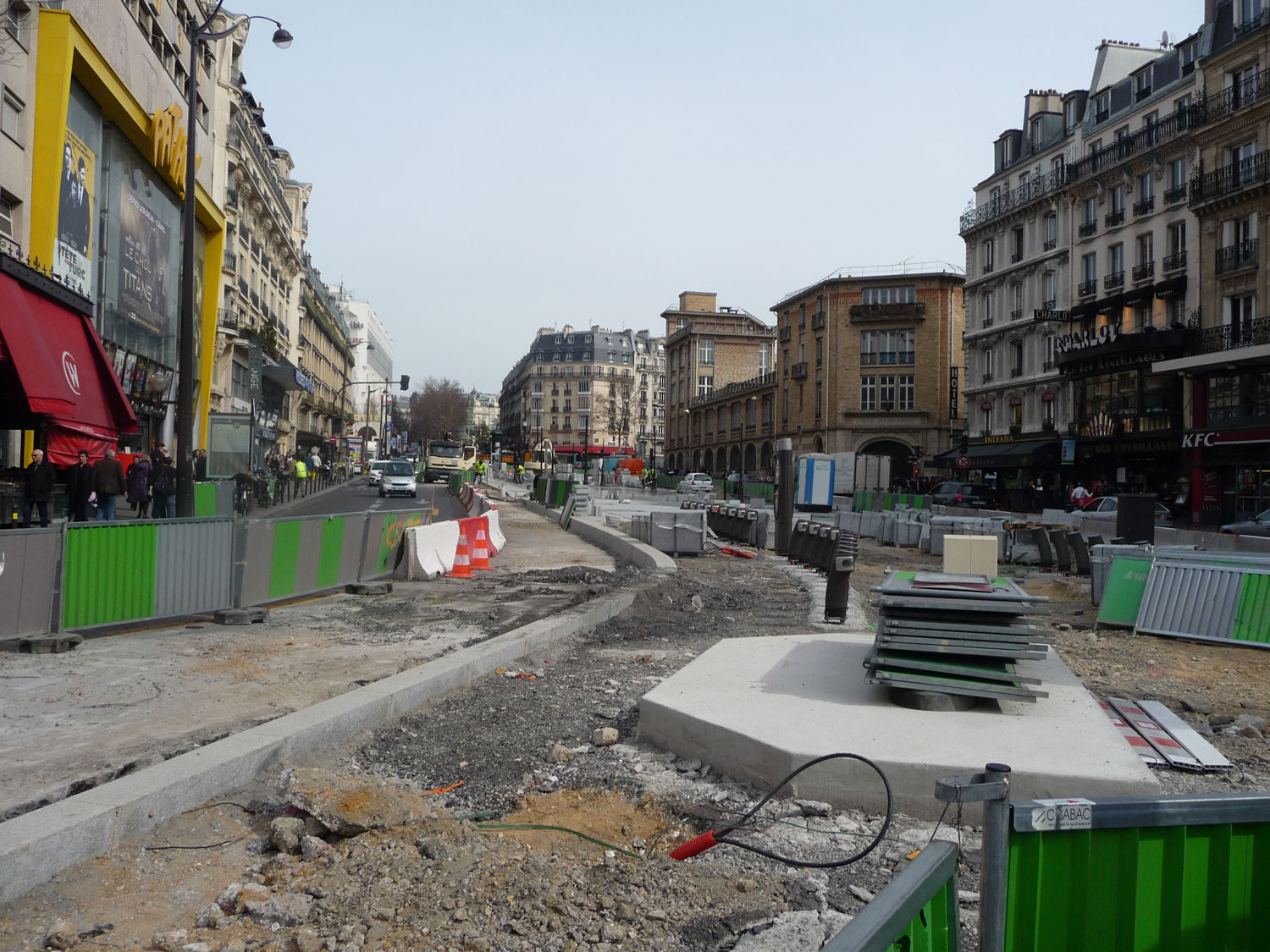
Travaux de réaménagement en 2010.

Elle est classée dans sa totalité dans la voirie parisienne le 23 mai 1863 et prend sa dénomination actuelle le 30 décembre 1864.

## Bâtiments remarquables et lieux de mémoire
- Au centre de la place se dresse le Monument au maréchal Moncey (1870) : sur le piédestal, haut de 8 mètres et orné de bas-reliefs, un groupe en bronze haut de six mètres dû à Amédée Doublemard représente la défense de Paris par ce maréchal. La réalisation de ce monument commémoratif a été confiée à l'architecte Edmond Guillaume en 1864.
- Nos 7 et 11 (et 2, rue Biot) : immeuble de style « paquebot » construit par l’architecte Michel Roux-Spitz[2] en 1930[3].
- Anciennement, les grands magasins de la place Clichy.
- No 14 : la brasserie Wepler.

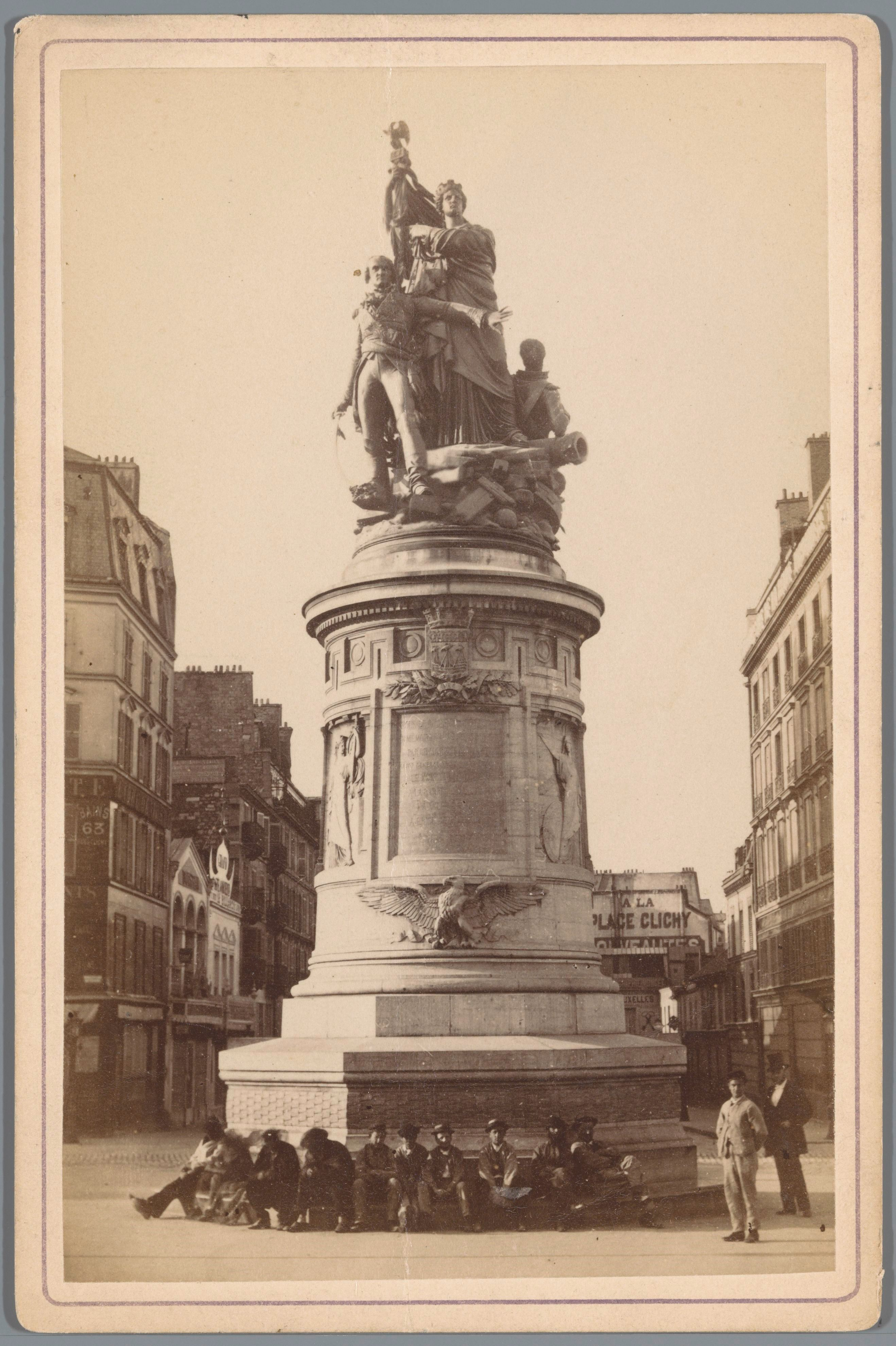
Monument au maréchal Moncey, vers 1880.
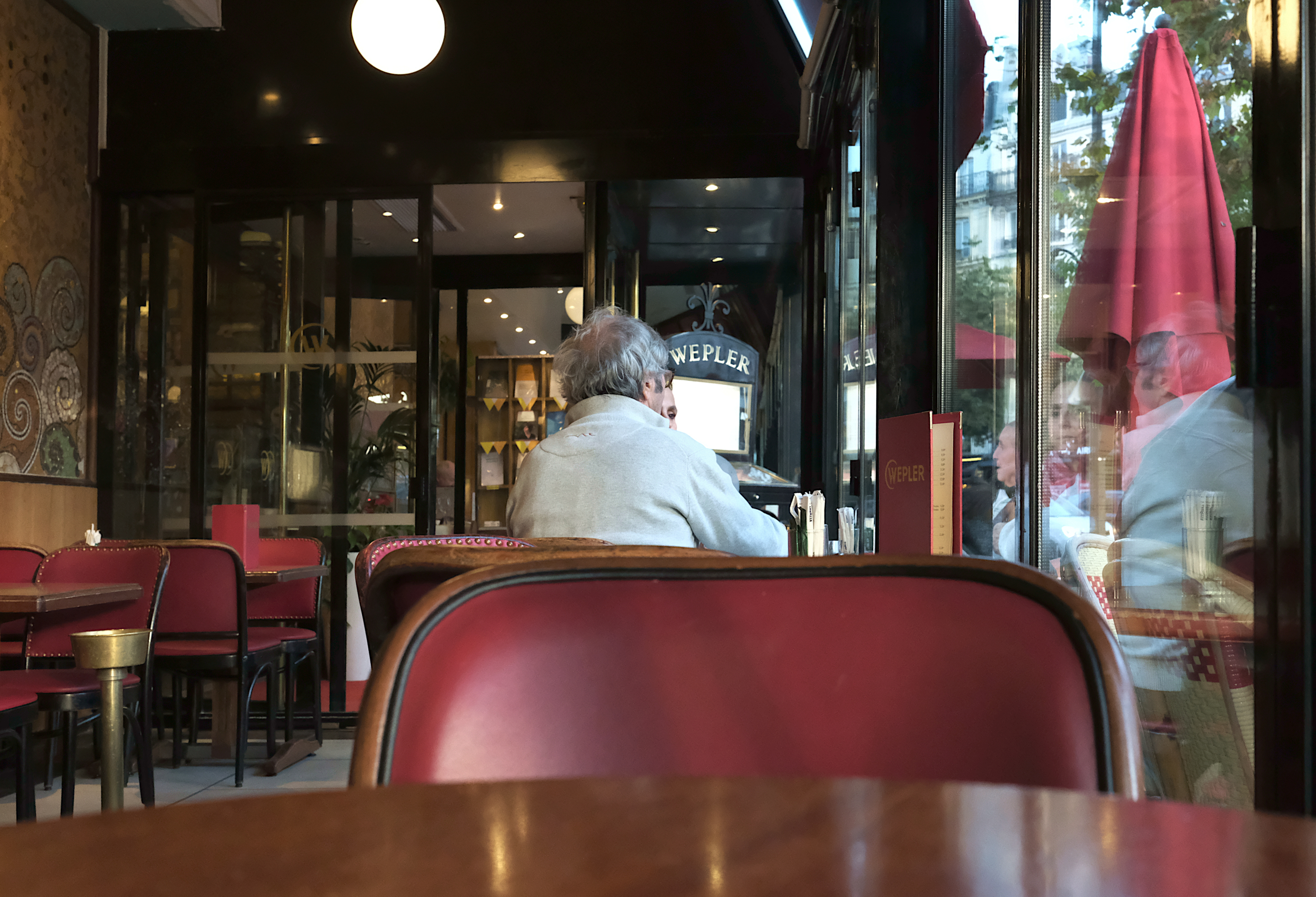
La brasserie Wepler.

## Dans les arts

### Chansons
- Michel Polnareff cite la place de Clichy dans une chanson, intitulée Rosy de l'album Michel Polnareff (1974).
- La place est mentionnée dans les paroles de la chanson Le Film de Polanski, de l'album Raconte-toi, sorti en 1975, de l'auteur-compositeur-interprète Yves Simon : « Dans un ciné / Place de Clichy / Y avait un film / De Polanski / Pas Chinatown / Mais Cul-de-sac / Celui avec / La Dorléac […] »[4]
- La place est citée dans la chanson Mise au point de Jakie Quartz (1983).
- Le chanteur français Vincent Delerm a chanté une chanson intitulée Place Clichy.
- Julien Clerc interprète une chanson intitulée Place Clichy, dont il est le compositeur et dont les paroles sont de Gérard Duguet-Grasser, dans son album Double Enfance (2005).
- Le groupe de rap parisien, Sexion d'Assaut, fait souvent allusion à la place Clichy dans ses chansons. L'un de ses membres y a grandi.
- Arnaud Fleurent-Didier cite la place de Clichy dans une chanson, intitulée Je vais au cinéma... de l'album La Reproduction (2010).

### Films
- Dans le film Les Quatre Cents Coups, de François Truffaut, une grande partie de l'action se passe à proche distance de la place Clichy (1959).
- Stille dage i Clichy (1970), adaptation de l'œuvre d'Henry Miller par le cinéaste danois Jens Jørgen Thorsen, chanson de Country Joe McDonald[5].

### Romans
- Le roman Voyage au bout de la nuit, de Louis-Ferdinand Céline, s'ouvre place de Clichy, avec la décision spontanée de Bardamu de s'engager dans l'armée (1932)[6].
- Dans Jours tranquilles à Clichy, Henry Miller évoque sa vie aux alentours de la place de Clichy, au Wepler (1940).
- Le roman Un homme qui dort, de Georges Perec, s'achève place Clichy (1967).
- Des scènes du roman Oussama de Norman Spinrad ont lieu place de Clichy (2010).

### Tableaux
- Pierre Bonnard représente la place dans un tableau de 1912 (musée des beaux-arts et d'archéologie de Besançon), peint à partir de la terrasse de la brasserie Wepler[7].

La place de Clichy en peinture
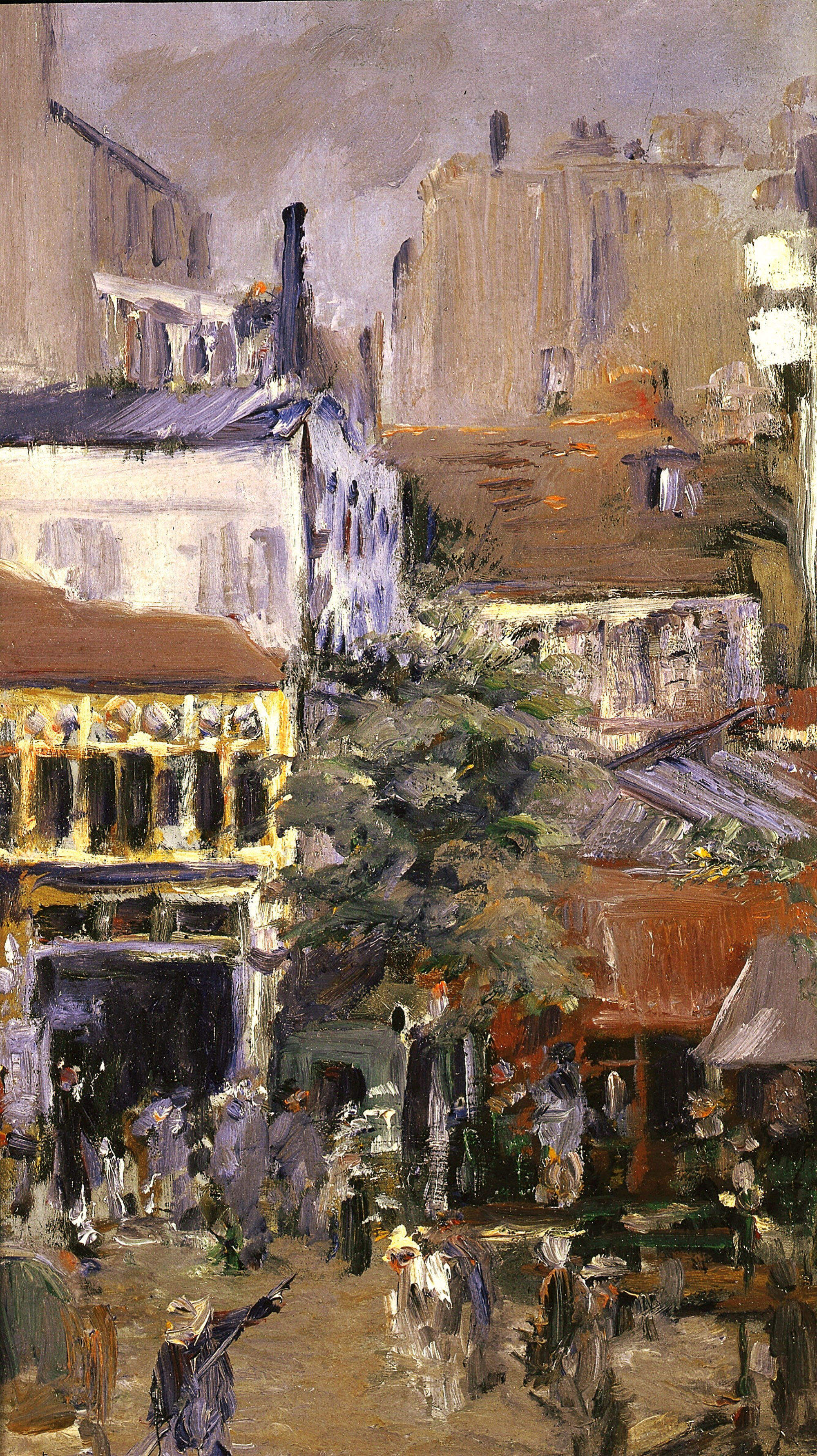
Place Clichy, par Édouard Manet.
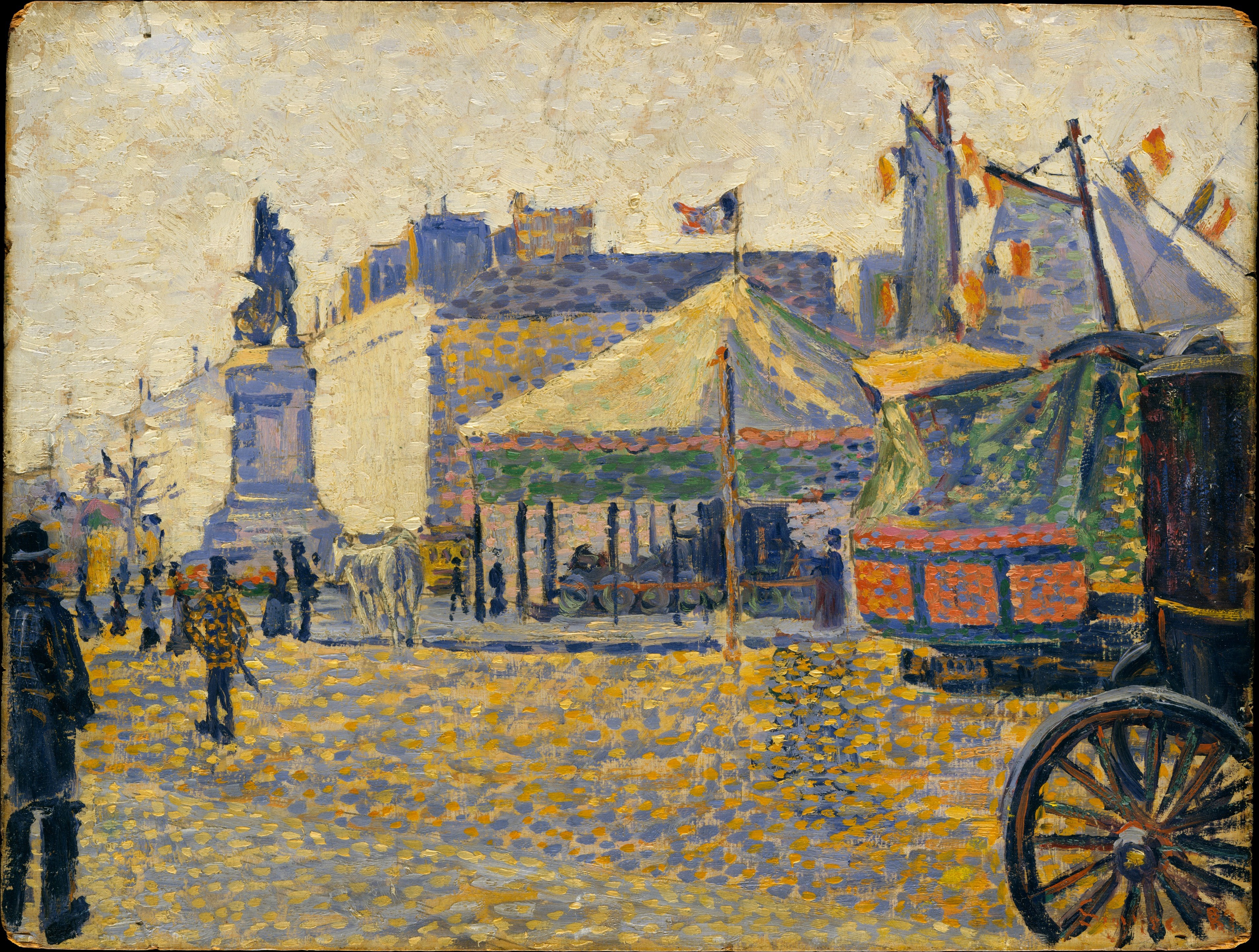
Place Clichy, par Paul Signac.
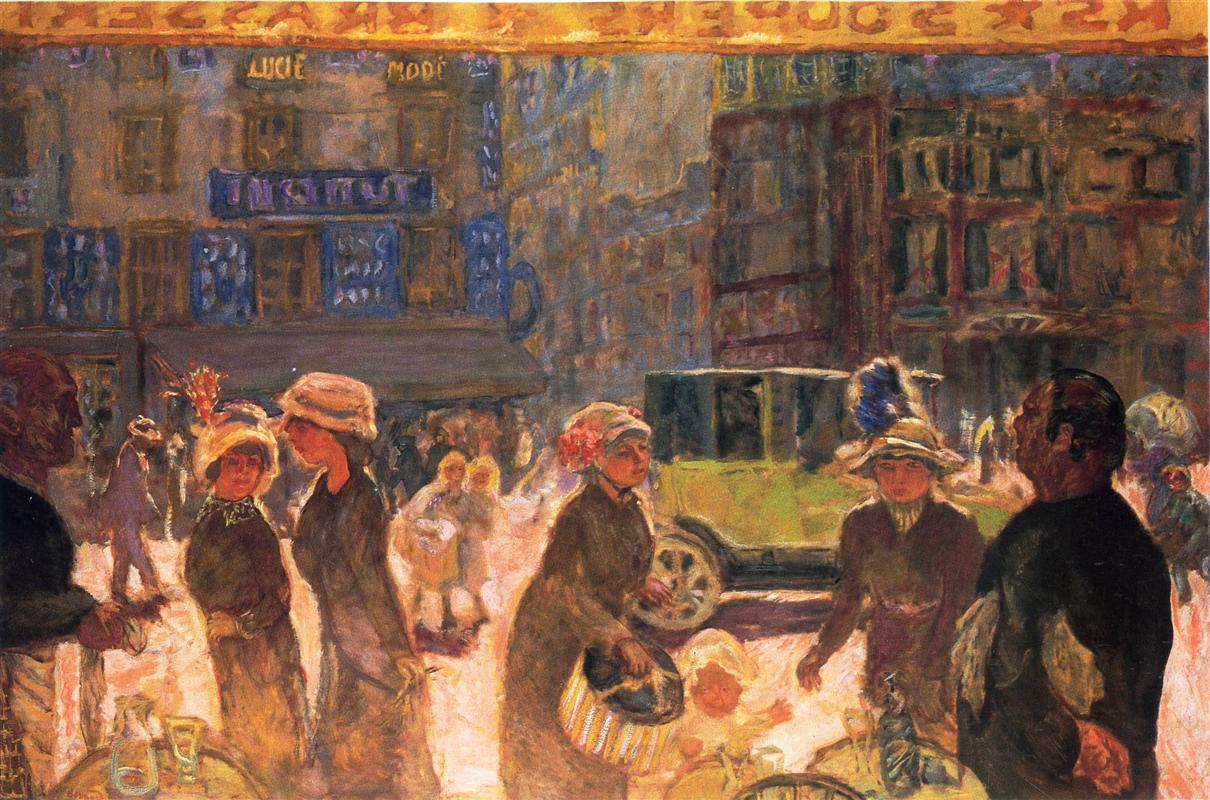
La place de Clichy, par Pierre Bonnard.